# Shaul Ladany

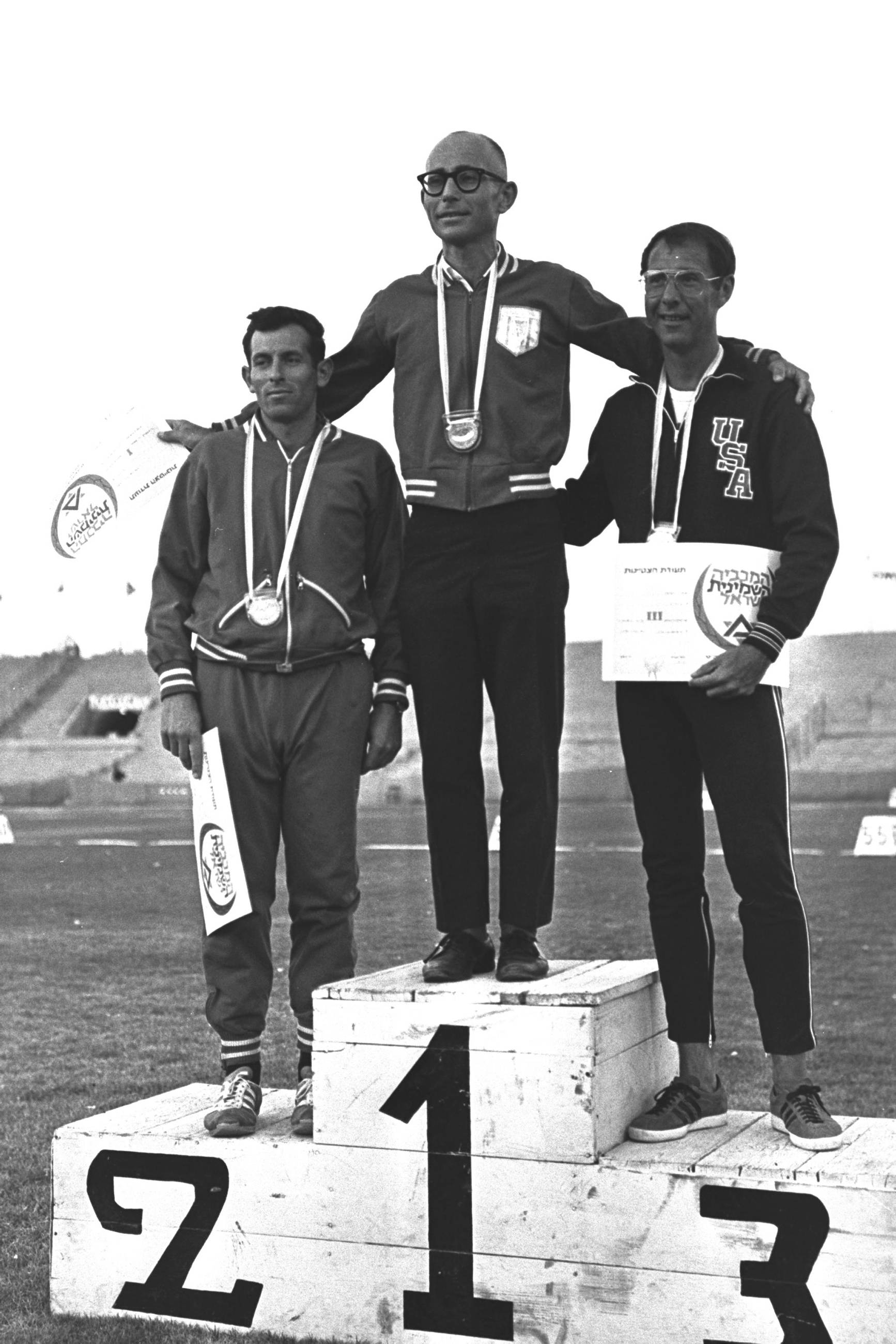
Shaul Ladany (Mitte) als Sieger über 10 km Gehen bei der 8. Makkabiade 1969 in Ramat Gan

Shaul Paul Ladany (geboren 2. April 1936 in Belgrad, Königreich Jugoslawien) ist ein israelischer Ingenieur, Leichtathlet, Überlebender des Holocaust und Überlebender der Geiselnahme von München 1972.

## Leben
Ladanys Eltern flohen 1941 nach dem deutschen Überfall auf Jugoslawien mit ihren drei Kindern nach Ungarn. Als 1944 das Eichmann-Kommando und seine ungarischen Helfer die Juden aus Ungarn in die Konzentrationslager deportierten, geriet Ladanys Familie in das KZ Bergen-Belsen. Mit dem Kasztner-Transport wurde die Familie Ende 1944 ausgelöst und kam in die Schweiz, andere Familienmitglieder wurden im KZ Auschwitz vergast.
Ladanys Eltern wanderten nach dem Krieg nach Palästina aus. Shaul absolvierte in Israel eine Ausbildung zum Ingenieur und erwarb einen Ph.D. in Business Administration an der Columbia University in New York City. Er lehrte an der Ben-Gurion-Universität im Negev und hatte wissenschaftliche Gastaufenthalte in verschiedenen Ländern. Er ist emeritierter Professor für Ingenieurwissenschaften und hält acht Patente, hat über 100 Zeitschriftenaufsätze veröffentlicht, sowie dreizehn Bücher. Seine Verbindung zum Sport manifestierte sich auch darin, dass er als einer der ersten Methoden des Operations Research im Sport anwandte, das Sportmanagement weiterentwickelte und zwei Beiträge in der Encyclopedia of Operations Research and Management Science schrieb.
Ladany begann seine sportliche Karriere als Marathonläufer und wurde dann mehrfacher israelischer Landesmeister im Gehen. Er startete bei den Olympischen Spielen 1968 in Mexiko-Stadt, wo er Platz 32 erreichte, und ebenfalls über 50 km Gehen im Jahr 1972 in München, wo er am 3. September 1972 auf dem 19. Platz landete. Am Morgen des 5. September 1972 entging er knapp der Geiselnahme durch palästinensische Terroristen, der elf israelische Olympiateilnehmer zum Opfer fielen.
Ladany startete auch danach bei internationalen Wettbewerben und ist auch im Alter noch Teilnehmer von sportlichen Treffen auf Ausdauerstrecken. Seit 1972 hält Ladany den israelischen Landesrekord über 50 km Gehen und den Weltrekord im Gehen über die nichtolympische Strecke von 50 Meilen in der Zeit von 7:23:50 h. Er erhielt 2007 die Pierre-de-Coubertin-Medaille. Im Jahr 2012 wurde er in die International Jewish Sports Hall of Fame aufgenommen. Am 10. April 2023 wurde ein Asteroid nach ihm benannt: (247341) Shaulladany.
Ladany lebt in Omer (Israel).

## Schriften (Auswahl in Übersetzung)
- Autobiografie 1997, englische Übersetzung: King of the road : from Bergen-Belsen to the Olympic games : the autobiography of an Israeli scientist and a world-record-holding race walker, 2008
- Optimal segmentation of walls built on slopes Berlin Internat. Inst. of Management, Wissenschaftszentrum Berlin 1978
- Optimal strategies in sports, 1977
- Management science in sports, 1976
- Management science applications to leisure-time operations, Elsevier North Holland 1975
- Optimal car rental policy, 1974
- English-Hebrew dictionary of statistical terminology, 1971
- Maximization of revenue from sale of United Nations postage-stamps for philatelic purposes, 1968 Thesis Columbia university